# シビウ県
| 県章 シビウ県の位置 |                     |
| 地域                | 中央地域            |
| 歴史的な地域        | トランシルヴァニア  |
| 県都                | シビウ              |
| 面積                | 5,432km²            |
| 人口                | 388,326人（2021年） |
| 人口密度            | 71人/km²            |
| ISO 3166-2          | RO-SB               |

シビウ県 （シビウけん、ルーマニア語:Judeţul Sibiu, ハンガリー語: Szeben）は、ルーマニア・トランシルヴァニア地方の県。県都はシビウ。東部をブラショフ県、西部をアルバ県、北部をムレシュ県、南部をヴルチャ県、南東部をアルジェシュ県に接する。

## 統計
人口は388,326人（2021年国勢調査）である。主要民族構成は下記の通り。
- ルーマニア人 - 313,119人
- ロマ人 - 12,808人
- ハンガリー人 - 6,112人
- ドイツ人 - 2,716人

信仰:
- ルーマニア正教会 - 88,9％
- ギリシャ正教 - 2,3％
- 改革派教会 - 2,0％
- カトリック教会- 1,5％
- ペンテコステ派 - 1,1％
- バプテスト教会- 0,9％
- その他 - 3,3％

国内で5位の、都市化が進んだ県である。都市人口は県人口の65.8％を占め、残りの34.2％が村落に暮らす。伝統的に、県内で多数を占めてきたのはトランシルヴァニア・ザクセン人であった。第二次世界大戦後にルーマニアではドイツ人追放は行われなかったものの、戦時中ナチス・ドイツに協力した疑いをかけられ、ソビエト軍によりシベリアの強制収容所へ80,000人以上が送られた。残ったドイツ系の人々は共産主義体制下のルーマニアで迫害され政治的な権利を奪われた。1989年のルーマニア革命後、ドイツへ移住する人が増えて人口が減少した。 
県南部は山地に近く、主にルーマニア人が暮らす（en:Mărginimea Sibiului、 マルジニメア・シビウルイ地域）。県北部はトランシルヴァニア高原で、公平にドイツ人とルーマニア人が暮らしていたが、トランシルヴァニア・サクソン人の村々は現在荒廃している。ロマ人人口は主に南部ルーマニアから共産主義時代に村落近くへ移ってきて、増加傾向にある。 
| 年   | 県人口  |
| ---- | ------- |
| 1948 | 335,116 |
| 1956 | 372,687 |
| 1966 | 414,756 |
| 1977 | 481,645 |
| 1992 | 452,873 |
| 2002 | 421,724 |
| 2011 | 397,322 |
| 2021 | 388,326 |

## 地理
面積は5,432平方キロメートルである。南部は標高2,500メートル以上のファガラシュ山脈、県面積の30％を占めるのはロトル山脈とチンドレル山脈で、南カルパチア山脈に属す。オルト川がシビウ県内で南部へ向け山から流れる。このため、トランシルヴァニア地方とワラキア地方の行き来が容易である。北部はトランシルヴァニア高原である。
主要河川は南部のチビン川支流のオルト川、北部のトゥルナヴァ川である。

## 経済
シビウ県は国内で活発な経済活動が行われており、外国からの投資比率が高い。主要産業は以下のとおりである。
- 機械及び自動車部品製造
- 食品加工
- 織物産業
- 林業

県最大の天然資源は、県北部に特に多い天然ガスで、国有数の産出地である。
共産主義政権時代、コプシャ・ミカ（en:Copşa Mică）には2つの化学工業複合施設があり、周囲の環境を汚染していた。この地域はいまだヨーロッパで最悪の汚染地域とみなされている。幸運なことに1989年以後、多くの工業施設が閉鎖され、汚染地域はゆっくりと回復している。 

## 観光
- シビウ　-　中世の要塞群、歴史地区を擁する
- メディアシュの中世市街地区
- トランシルヴァニア地方の、中世のトランシルヴァニア・ザクセン人が築いた要塞化教会と村落。UNESCO世界遺産。
  - ビエルタン
  - ヴァレア・ヴィイロール
- チスナディエ（Cisnădie）、チスナディオアラ（Cisnădioara）
- スリムニク（Slimnic）
- アグニタ（Agnita）
- クルツァ修道院（Cârţa）
- ファガラシュ山脈

## 行政区画
県は2つの都市、9つの町、53の基礎自治体からなる。

### 主な都市
- シビウ
- メディアシュ

## 参照
1. 1 2  “Tabel-2.02.1-si-Tabel-2.02.2.xlsx”. ルーマニア国家統計局. 2024年8月23日閲覧。
2. ↑  National Institute of Statistics, "Populaţia la recensămintele din anii 1948, 1956, 1966, 1977, 1992 şi 2002"